# Lovale
Els lovale' o luvale, també anomenats (a Angola) luena o lwena, són un grup ètnics de Zàmbia i Angola. A Zàmbia es poden trobar principalment a la província del Nord-Oest, centrats a la ciutat de Zambezi anteriorment anomenada Balovale. Alguns luvale de Zàmbia han perdut llurs terres ancestrals per raons econòmiques i es poden trobar a d'altres llocs de Zàmbia com el pantà de Lukanga. També hi ha una considerable emigració rural cap a Lusaka. A Angola viuen principalment a l'est de la província de Moxico.

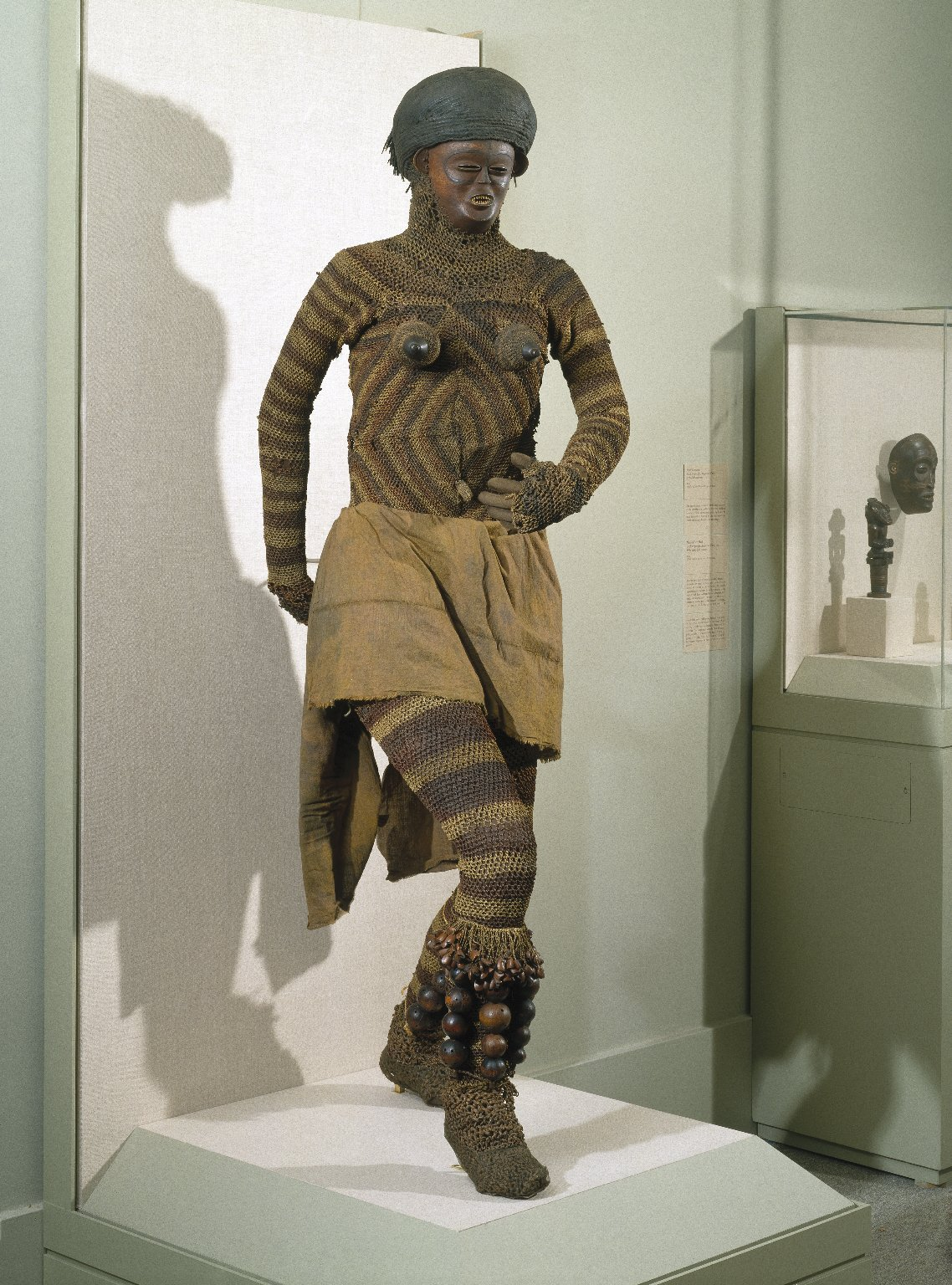
Vestit tradicional de dansa lovale

Els lovale no estan units sota un cap suprem únic sinó que es componen d'una sèrie de subgrups de parla luvale o dialectes seus. la llengua luvale (de vegades anomenada Lwena) pertany al grup de les llengües bantus del centre-oest i és una llengua tonal. Els lovale estan estretament relacionats amb els chokwe que van acabar amb el regne Lunda, i tant chokwes com lundes viuen a la mateixa zona.

## El Festival Zambià Makishi
A Zàmbia els lovale celebren el Festival Makishi per marcar el final de la 'kumukanda' (iniciació). Cada 5 anys més o menys, els nens del grup d'edat (joves adolescents) són deixats a la selva durant 1-2 mesos on són sotmesos a diversos ritus de pas a l'edat adulta. Aquests impliquen l'aprenentatge d'algunes tècniques de supervivència, aprendre sobre les dones i com ser un bon marit, aprenentatge sobre la paternitat, i també són circumcidats. Els lovale consideraren els homes no circumcidats que són bruts o antihigiènics. Es diu que en algunes zones molt rurals on la kumukanda es manté en el més estricte sentit tradicional que si una dona busca un noi mentre se li practica la kumukanda llavors ella ha de ser castigada. Per celebrar la finalització de la kumukanda el Festival Makishi els dona la benvinguda de tornada al poble com a homes. Les màscares representen caràcters específics: Pwebo (un personatge femení ... 'pwebo' significa 'dona' en luvale) i Chizaluke entre d'altres.

## En la ficció
En la novel·la sueca de gènere policíac Mördare utan ansikte de Henning Mankell l'inspector Kurt Wallander investiga un atac criminal racista contra un centre de refugiats a Skane i troba dificultats per comunicar-se amb testimonis que només parlen luvale. El problema es resol quan troba una antiga missionera de 90 anys que parla luvale amb fluïdesa i actua com a intèrpret.